# 妖幻三重奏漫畫章節列表
妖幻三重奏漫畫章節列表列出日本漫畫《妖幻三重奏》每一話的標題以及刊載期號。相關翻譯使用台灣東立出版社提供的官方譯名。

## 單行本已收錄
- 「卷彩」表示有卷頭彩頁（巻頭カラー）
- 「中彩」表示有中央彩頁（センターカラー）

| 1. 祭里與小鈴與妖怪（，Matsuri to Suzu to Ayakashi）（《週刊少年Jump》2020年28號）卷彩 2. 女性朋友（，Onna Tomodachi）（2020年29號）中彩 3. 無法接受（，Nattoku Dekinai）（2020年30號） 4. 兒時的你（，Osanagokoro no Kimi）（2020年31號） 5. 神速的退魔忍（，Shinsoku no Harainin）（2020年32號） 6. 花鳥風月（，Kachōfūgetsu）（2020年33·34合併號） 7. 妖巫女的憂鬱（，Ayakashi Miko no Yūutsu）（2020年35號） - 番外篇 祭里的內褲（，Matsuri no Pantsu） |

| 1. 面影（，Omokage）（2020年36·37合併號） 2. 特別的關係（，Tokubetsu na Kankei）（2020年38號） 3. 看得見，看不見（，Mieru, Mienai）（2020年39號） 4. 精神的形體（，Seishin no Katachi）（2020年40號） 5. 歌川畫樂（，Utagawa Garaku）（2020年41號） 6. 覺醒的徵兆（，Kakusei no Kizashi）（2020年42號） 7. 祭里的體內（，Matsuri no Naka ni）（2020年43號）中彩 8. 退魔忍具屋（，Harainingu-ya）（2020年44號） 9. 第一次的對象（，Hajimete no Hito）（2020年45號） - 番外篇 一家一台 祭里（，Ikka ni Ichidai Matsuri-chan） |

| 1. 少年的邀約（，Izanau Shōnen）（2020年46號） 2. 人妖·日喰想介（，Jin'yō Hinojiki Sōsuke）（2020年47號）中彩 3. 祭里vs.人妖，以及…（，Matsuri Bāsasu Jin'yō, Soshite...）（2020年48號） 4. 白銀的想法（，Shirogane no Omoi）（2020年49號） 5. 調和之心（，Chōwa no Kokoro）（2020年50號） 6. 流轉的恩惠（，Ruten no Tamamono）（2020年51號） 7. 妖王·花奏鈴（，Ayakashi no Ō, Kanade Suzu）（2020年52號）中彩 8. 妖怪的遺失物（，Ayakashi no Otoshimono）（2021年1號） 9. 神速的老爸（，Shinsoku no Oyaji）（2021年2號） - 番外篇 GO！妖幻海賊團！（，Gō! Ayakashi Kaizoku-dan!!） |

| 1. 與「他」的接觸？（，'Kare' to no Sōgū?）（2021年3·4合併號） 2. 退魔香（，Haraikō）（2021年5·6合併號） 3. Nostalgic·Home（，Nosutarujikku Hōmu）（2021年7號） 4. 前任妖王的嘆息（，Moto Ayakashi no Ō no Nageki）（2021年8號） 5. 緊追畫樂！（，Garaku o Oe!）（2021年9號） 6. 塵塚怪王（，Chirizuka Kaiō）（2021年10號） 7. 比良坂命依（，Hirasaka Mei）（2021年11號） 8. 困惑的祭里（，Konwaku no Matsuri）（2021年12號） 9. 折神（，Origami）（2021年13號）中彩 |

| 1. 宗牙與香爐木學姊（，Sōga-kun to Kōrogi-senpai）（2021年14號） 2. 神秘的雪姑娘（，Nazo no Yuki Musume）（2021年15號） 3. 拉琪卡捕獲作戰（，Rachika Hokaku Sakusen）（2021年16號） 4. 史內格拉琪卡與雲外鏡（，Sunegūrachika to Ungaikyō）（2021年17號） 5. 拉琪卡失控（，Rachika Bōsō）（2021年18號） 6. 白金感冒了（，Shirogane no Kaze）（2021年19號） 7. 小鈴的肚臍（，Suzu no Oheso）（2021年20號） 8. 伊吹老師（，Ibuki Sensei）（2021年21·22合併號） 9. 母女親密無間（，Oyako Mizuirazu）（2021年23號） |

| 1. 祭里的「修行」（，Matsuri Sato no Gyō）（2021年24號） 2. 小鈴的決心（，Suzu no Ketsui）（2021年25號） 3. 灼熱的小美呼市（，Shakunetsu no Omiko-shi）（2021年26號） 4. 共同忍務（，Kyōdō Misshon）（2021年27號）中彩 5. 日照神與少女們（，Hiderigami to Otome-tachi）（2021年28號）中彩 6. 下雨與電話（，Ame to Denwa）（2021年29號） 7. 傑德與咒語（，Jedo to Omajinai）（2021年30號） 8. 看見了（，Miechatta）（2021年31號） 9. 祭里、小鈴VS縊鬼（，Matsuri Suzu Bāsasu Kubire Oni）（2021年32號） |

| 1. 小鈴的邀約（，Suzu no Osasoi）（2021年33·34合併號） 2. 身體接觸（，Fureai）（2021年35號） 3. 危險的相遇（，Abunai Deai）（2021年36·37合併號） 4. 「妖巫女」之妖（，"Ayakashi Miko" no Ayakashi）（2021年38號）中彩 5. 交錯的前世與現世（，Majiwaru Zense to Gense）（2021年39號） 6. 命光輪（，Meikōrin）（2021年40號） 7. 妖巫女vs.風卷纏（，Ayakashi Miko Bāsasu Kazamaki Matoi）（2021年41號） 8. 「再一次…」（，Mō Ichido dake...）（2021年42號）中彩 9. 妖巫女的責任（，Ayakashi Miko no Sekinin）（2021年43號） |

| 1. 畫咒術（，Ga Jujutsu）（2021年44號） 2. 日喰的復仇（，Hinojiki Ribenji）（2021年45號） 3. 「我想幫助你」（，Kimi o Tasuketai）（2021年46號）中彩 4. 戰鬥的痛楚（，Tatakai no Itami）（2021年47號） 5. 祭里「嵐身」（，Matsuri "Ranshin"）（2021年48號） 6. 「歡迎回來」（，Okaeri）（2021年49號） 7. 啊啊…喜歡、喜歡、喜歡！（，Aa, Suki, Suki, Suki!）（2021年50號）中彩 8. 朋友以上…？（，Tomodachi Ijō...?）（2021年51號） 9. 攻進去！！（，Totsunyū Seyo!!）（2021年52號） |

| 1. 奸詐（，Zurui）（2022年1號） 2. 濕潤的戰術（，Nureta Kakehiki）（2022年2號） 3. 驅散謠言！（，Uwasa o Fukitobase!）（2022年3·4合併號） 4. 未確認偵探露西（前篇）（，Mikakunin Tantei Rūshī (Zenpen)）（2022年5·6合併號） 5. 未確認偵探露西（後篇）（，Mikakunin Tantei Rūshī (Kōhen)）（2022年7號）中彩 6. 操心蒸氣（，Sōshin Jōki）（2022年8號） 7. 豆子與少女（，Mame to Otome）（2022年9號） 8. 因祭里而發燒（，Matsuri Netsu）（2022年10號） 9. 唇子（，Biruko）（2022年11號） - 番外篇 請問要來點冰涼涼的拉琪卡嗎？（，Hayashi Rachika wa ikaga） |

| 1. 強悍勇猛的益荒男！！（，Sono Otoko, Masurao!!）（2022年12號） 2. 祭里看到了！！（，Matsuri wa Mita!!）（2022年13號） 3. 回憶的聲音（，Omoide no Koe）（2022年14號） 4. 拉琪卡的禮物（，Rachika no Purezento）（2022年15號） 5. ニ之曲・性醒流轉！？（，Nino-kyoku-sei Seiryū Ten!?）（2022年16號） 6. 手裏劍的回憶（，Shuriken no Omoide）（2022年17號） 7. 戀緒的低潮（，Reo no Suranpu）（2022年18號） 8. 小鈴神隱了（，Suzu no Kamikakushi）（2022年19號） 9. 無可取代的事物（，Kakegae no Nai Mono）（2022年20號）中彩 - 番外篇 暖被桌（，Kotatsu） |

| - 以下章節於少年Jump+發表，除另外標記以外皆有彩頁。 1. 震震（，Buruburu）（2022年4月25日） 2. 幼心的想法（，Osanagokoro no omo i）（2022年5月2日） 3. 花奏（，Kanade）（2022年5月9日） 4. 幫助的理由（，Tasukeru no riyū）（2022年5月23日） 5. 愛上妖巫女的人們（，Ayakashi Miko ni koi shita mono tachi）（2022年5月30日） 6. 律太的惡夢（，Ritta no Akumu）（2022年6月6日） 7. 內在的野獸（，Uchinaru kemono）（2022年6月20日） 8. 大姊姊的邀約（，Toshiue no oizana）（2022年6月27日） 9. 花鳥風月露營（，Kachōfūgetsu Kyanpu）（2022年7月4日） |

| 1. 祭里VS露西！？（，Matsuri Bāsasu Rūshī）（2022年7月18日） 2. 半山腰的塗壁（，Touge no nurikabe）（2022年7月25日） 3. 雲外鏡·卯音（，Ungaikyou Une）（2022年8月1日） 4. 「喵」（，Nyā）（2022年8月15日） 5. 狂奔的貓娘（，Kakeru Nekomusume）（2022年8月22日） 6. 影命依的困惑（，Kagemei no konwaku）（2022年8月29日） 7. 回憶的髮夾（，Omoide no kamidome）（2022年9月12日） 8. 白金的戀情!?（，Shirogane no koi）（2022年9月19日） 9. 刃夜的修行（，Haya no shugyou）（2022年9月26日） |

| 1. 性醒流轉·解除!?（，Seiseiruten kaijo）（2022年10月10日） 2. 花奏與白金（，Kanade to Shirogane）（2022年10月17日） 3. 愛粉（，Rabu Paudā）（2022年10月24日） 4. 彌生與二之曲學長（，Yayoi to Ninokuru Senpai）（2022年11月7日） 5. 月之妖（，Tsuki no Ayakashi）（2022年11月14日） 6. 妖具·紅葫蘆（，Yougu Benihisago）（2022年11月21日） 7. 戀緒VS東巴（，Reo VS Donpa）（2022年12月5日） 8. 死中求活（，Shichū ni Katsu ari）（2022年12月19日） 9. 五行仙（，Gogyōsen）（2023年1月2日） |

| 1. 妖巫女的真實身分（，Ayakashi Miko no Shōtai）（2023年1月9日） 2. 汙穢的去向（，Kegare no Gyō）（2023年1月16日） 3. 兩個祭里（，Futari no Matsuri）（2023年1月30日） 4. 冒牌貨？（，Nisemono）（2023年2月6日） 5. 潛藏在宅邸的東西（，Yashiki ni Hisomu Mono）（2023年2月13日） 6. 日喰的想法（，Hijiki no Omoi）（2023年2月27日） 7. 禍喰（，Magabami）（2023年3月6日） 8. 祭里VS祭里⁉（，Matsuri Bāsasu Matsuri）（2023年3月13日） 9. 與小鈴的距離（，Suzu to no Kyori）（2023年3月27日） |

| 1. 影命依的期待（，Kage Mei no Kitai）（2023年4月3日） 2. 男人的性感（，Otoko no Iroke）（2023年4月10日） 3. 殺神詛咒（，Kamigoroshi no noroi）（2023年4月24日） 4. 五行仙的愛情喜劇作戰（，Gogyōsen no Rabukome Sakusen）（2023年5月1日） 5. 水族館約會（，Akuariumu Dēto）（2023年5月8日） 6. 祭里的胸罩與小鈴的決心（，Matsuri no Bura to Suzu no Ketsui）（2023年5月22日） 7. 愛的牢獄（，Rabu Purishon）（2023年5月29日） 8. 花奏的猛攻（，Kanade Suzu no Mōkō）（2023年6月5日） 9. 可怕的唇子（，Osorubeki Biruko）（2023年6月19日）無彩頁 10. 愛的攻防（，Ai no Koubou）（2023年6月26日）無彩頁 - 特別出差番外篇 第88.5話 祭里的生日（）（《週刊少年Jump》2023年6·7合併號）中彩 |

| 1. 祓除自己的決心（，Onore o Harau Kakugo）（2023年7月10日） 2. 小鈴，憤怒（，Suzu Ikaru）（2023年7月17日） 3. 歌川畫樂 VS 五行仙（，Utagawa Garaku VS Gogyō Sen）（2023年7月24日） 4. 寶物（，Takaramono）（2023年7月31日） 5. 真·妖巫女（，Ma Ayakashi Miko）（2023年8月14日） 6. 妖巫女的「劍」（，Ayakashi Miko no Tsurugi）（2023年8月21日） 7. 不知羞恥的力量（，Harenchi no Chikara）（2023年8月28日） 8. ♡分出勝負♡（，♡Ketchaku♡）（2023年9月11日） 9. 再次流轉之時（，Futatabi, Ruten no Toki）（2023年9月18日） 10. 祭里與小鈴與大團圓（，Matsuri to Suzu to Daidan'en）（2023年9月25日） - 讀切 れお×レオ（）（《週刊少年Jump》2019年11號） |

## 備註
1. ↑  刊載於《寶島少年》時的譯名是「妖巫女的憂慮」。
2. ↑  刊載於《寶島少年》時的譯名是「祭里VS人妖，以及…」。
3. ↑  刊載於《寶島少年》時的譯名是「妖巫女VS風卷纏」。
4. ↑  刊載於《少年Jump+》時的標題是。
5. ↑  矢吹健太郎在開始連載《妖幻三重奏》的一年前畫的單篇漫畫，亦為《妖幻三重奏》的原型[17]。